# Манк (фильм)
«Манк» (англ. Mank) — американский биографический фильм 2020 года режиссёра Дэвида Финчера по сценарию его отца Джека Финчера. Рассказывает о сценаристе Германе Дж. Манкевиче и его работе над сценарием фильма «Гражданин Кейн» (1941). Заглавную роль исполнил Гэри Олдмен, в ролях второго плана снялись Аманда Сейфрид, Лили Коллинз, Том Пельфри, Сэм Тротон, Таппенс Мидлтон.
Сценарий был написан ещё в 1990-е годы, и Финчер-младший собирался приступить к съёмкам «Манка» сразу после завершения фильма «Игра» (1997). В главных ролях он планировал задействовать Кевина Спейси и Джоди Фостер. Однако работа над проектом началась только в 2019 году. «Манк» вышел в ограниченный прокат в США 13 ноября 2020 года, а 4 декабря появился на Netflix. Критики высоко оценили режиссуру, актёрскую игру (в частности, Олдмена и Сейфрид), операторскую работу и качество постановки. На 93-й церемонии вручения премии «Оскар» «Манк» получил 10 номинаций, в том числе «Лучший фильм», "Лучший актёр (Олдмен) и «Лучшая актриса второго плана (Сейфрид)». Он заработал шесть главных номинаций на 78-й церемонии вручения премии «Золотой глобус», в том числе в категории «Лучший фильм — драма».

## Сюжет
Действие фильма разворачивается в двух хронологических пластах. В 1940 году 24-летний Орсон Уэллс, получивший от киностудии РКО полную творческую свободу для работы над очередным фильмом, заказывает сценарий Герману Дж. Манкевичу, который восстанавливается после перелома ноги в автомобильной аварии. Главный герой сценария оказывается удивительно похож на медиамагната Уильяма Рэндольфа Хёрста. Параллельно перед зрителем разворачивается история взаимоотношений Хёрста и Манкевича.
В 1930 году Манкевич посещает съёмочную площадку MGM, где замечает исполнительницу главной роли Мэрион Дэвис. Она знакомит его с Хёрстом, своим благодетелем и любовником, которому нравится Герман. В 1933 году Герман и его жена Сара вместе со многими боссами Голливуда присутствуют на праздновании дня рождения Луиса Барта Майера в Хёрст-каслe. Они обсуждают подъём нацистской Германии и предстоящие выборы губернатора Калифорнии, в том числе кандидата от демократов Эптона Синклера. Герман и Марион идут на прогулку и дискутируют о политике и киноиндустрии.
В 1934 году братья Манкевич начинают работать в MGM под руководством Майера. Руководители студии, в том числе Ирвинг Тальберг, активно дискредитируют губернаторскую кампанию Синклера. В рамках клеветнической кампании против Синклера студия производит пропагандистские фильмы, которые финансирует Хёрст. Герман Манкевич обращается к Мэрион, чтобы отозвать фильмы, но безуспешно, так как она уже ушла из MGM в Warner Brothers. Позже Герман и Сара посещают вечеринку по случаю выборов в ночном клубе «Трокадеро», где Майер объявляет победителя — Фрэнка Мэрриама. Коллега Манкевича, режиссёр Шелли Меткалф, совершает самоубийство, узнав, что у него болезнь Паркинсона, и страдая от чувства вины из-за клеветы на Синклера.
В 1937 году Манкевич срывает вечеринку в замке Хёрста, в пьяном виде представив идею фильма, который он напишет в 1940 году, и оскорбляет всех присутствующих, включая Хёрста, Майера и Мэрион. Разъярённый Майер раскрывает, что Хёрст платит Манкевичу половину зарплаты, и называет сценариста придворным шутом.
В основной сюжетной линии Манкевич, несмотря на беспокойство окружающих из-за его алкоголизма и постоянных проволочек, заканчивает сценарий вовремя. Продюсер Хаусман впечатлён, но напоминает Манкевичу, что согласно условиям контракта тот не будет упомянут в титрах. Брат Германа Джозеф, прочитав сценарий, приходит к нему и предупреждает о возможной реакции Хёрста и о том, как это может повлиять на Мэрион. В то же время Джозеф убеждён, что это лучший сценарий, который когда-либо писал Герман. Марион тоже навещает Манкевича и пытается убедить его изменить сценарий, но не добивается успеха. Она говорит Герману, что постарается помешать созданию картины.
Несмотря на давление со стороны Хёрста, Уэллс полон решимости снять фильм и намерен переписать сценарий. Он навещает Манкевича и предлагает ему отступное. Тот отказывается от условий контракта и просит включить его имя в титры, называя сценарий своей лучшей работой. Уэллс разгневан, но соглашается выполнить эту просьбу. Два года спустя Уэллс и Манкевич завоёвывают премию «Оскар» за лучший оригинальный сценарий к фильму. Этот сценарий становится последним для Манкевича, умершего в 1953 году в возрасте 55 лет.

## В ролях
- Гэри Олдмен — Герман Дж. Манкевич
- Аманда Сейфрид — Мэрион Дэвис
- Лили Коллинз — Рита Александр, секретарша Германа
- Арлисс Ховард — Луис Барт Майер
- Том Пельфри — Джозеф Лео Манкевич
- Сэм Тротон — Джон Хаусман
- Фердинанд Кингсли[англ.] — Ирвинг Тальберг
- Таппенс Мидлтон — Сара Манкевич
- Том Берк — Орсон Уэллс
- Джозеф Кросс[англ.] — Чарльз Ледерер[англ.]
- Джейми Макшейн — Шелли Меткалф, режиссёр кинопроб и друг Германа. Вымышленный персонаж, прототипом которого послужил Феликс Э. Файст, режиссёр кинопроб в MGM, снимавший пропагандистские фильмы против Эптона Синклера, как это делает Меткалф в «Манке»[3]
- Тоби Леонард Мур — Дэвид Селзник
- Моника Госсманн — фройляйн Фрида
- Чарльз Дэнс — Уильям Рэндольф Херст
- Ливен Рамбин — Ив, жена Меткалфа
- Билл Най — Эптон Билл Синклер
- Джефф Хармс[англ.] — Бен Хект

В фильме появляются многие известные актёры и деятели Голливуда тех времён: Джордж С. Кауфман, Грета Гарбо, Джозеф фон Штернберг, Норма Ширер, Элинор Бордман, Джоан Кроуфорд, Чарли Чаплин, Джеральдин Фицджеральд, Билли Дав, Рексфорд Тагвелл, Бетт Дейвис, Кларк Гейбл, Чарльз Макартур, Дэррил Ф. Занук, Кэрол Ломбард, Эдди Кантор.

## Производство
«Манк» был официально анонсирован в июле 2019 года. Дэвид Финчер заявил, что станет режиссёром фильма, а главную роль исполнит Гэри Олдмен. Сценарий фильма написал отец Финчера Джек, который умер в 2003 году. Изначально Финчер-младший собирался снимать «Манка» сразу после фильма «Игра» (1997), с Кевином Спейси и Джоди Фостер в главных ролях, но идея осталась нереализованной, так как он настаивал на съёмках в чёрно-белом цвете. В октябре 2019 года был объявлен основной актёрский состав, в который вошли Аманда Сейфрид, Лили Коллинз, Таппенс Мидлтон, Арлисс Ховард и Чарльз Дэнс.
Над фильмом Финчер работал со своими привычными коллегами, в том числе с художником-постановщиком Дональдом Грэмом Бертом, монтажёром Кирком Бакстером, композиторами Трентом Резнором и Аттикусом Россом. В качестве оператора Финчер выбрал Эрика Мессершмидта, с которым сотрудничал в сериале Netflix «Охотник за разумом».
120-страничный черновик первоначального сценария показал, что Джек Финчер придерживался убеждений, озвученных кинокритиком Полиной Кейл в её статье для New Yorker «Выращивая Кейна» (1971): Орсон Уэллс не заслуживает упоминания в титрах в качестве сценариста. В своё время статья возмутила многих критиков, включая друга и коллегу Уэллса, кинорежиссёра Питера Богдановича, который по пунктам опроверг утверждения Кейл в статье «Мятеж Кейна» (журнал Esquire, октябрь 1972 года). Её аргументы были оспорены ещё несколькими кинематографистами, в том числе Робертом Л. Кэрринжером в его исследовании «Сценарий „Гражданина Кейна“». Известно, что продюсер Эрик Рот отшлифовал сценарий «Манка» перед съемками, при этом Дэвид Финчер заявил, что, по его мнению, ранние черновики были слишком анти-уэллсовскими.. На вопрос о разногласиях по поводу авторства сценария «Гражданина Кейна» Финчер ответил, что в своем фильме не ставил цель уладить этот вопрос: «Мне не было интересно снимать фильм о посмертном третейском суде. Я был заинтересован в том, чтобы снять фильм о человеке, который согласился не фигурировать в титрах. И который потом передумал. Это было мне интересно».
Съёмки начались 1 ноября 2019 года в Лос-Анджелесе. Они проходили и в Викторвилле (Калифорния) и закончились 4 февраля 2020 года. Фильм снят в чёрно-белом цвете на цифровые кинокамеры RED, что стало отсылкой к визуальному стилю оператора Грегга Толанда, снявшего «Гражданина Кейна». Дэнс позже рассказал, что сцена с участием пьяного Манкевича потребовала более 100 дублей, одна из сцен с участием Сейфрид снималась целую неделю, и было сделано около 200 дублей. Актриса рассказала: «Это похоже на День сурка, но именно так снимает [Финчер] в отличие от большинства людей». Прогулка Манкевича и Дэвис при лунном свете была снята в садах Хантингтона и особняке в Пасадене днём, хотя действие происходит ночью. Это было сделано с использованием старой техники «американская ночь».
При разработке костюмов дизайнер Триш Саммервилл и художник-постановщик производства Дональд Грэхем Бёрт использовали на своих iPhone фильтры «Нуар» и «Моно», чтобы увидеть, как они будут смотреться в чёрно-белом цвете. Поскольку фильм был изначально снят чёрно-белым, а не конвертирован после съёмок, Саммервилл должна была выбрать цвета, которые хорошо бы выглядели на экране. Стиль одежды 1930-х годов она изучала по фотографиям из Голливуда.
Музыка
Музыку к фильму написали давние коллеги Финчера Трент Резнор и Аттикус Росс. Отказавшись от своего фирменного стиля синти-попа, они использовали аутентичные инструменты 1940-х годов. Из-за пандемии COVID-19 все участники оркестра записывали свои партии из дома. Саундтрек полностью состоит из композиций, написанных и исполненных Резнором и Россом, и содержит 52 треков продолжительностью свыше полутора часов. Существует расширенная версия продолжительностью более трех часов, которая включает 87 треков.
| №                   | Название                             | Длительность |
| ------------------- | ------------------------------------ | ------------ |
| 1.                  | «Welcome to Victorville»             | 2:15         |
| 2.                  | «Trapped!»                           | 1:17         |
| 3.                  | «All This Time»                      | 2:01         |
| 4.                  | «Enter Menace»                       | 0:48         |
| 5.                  | «First Dictation»                    | 2:22         |
| 6.                  | «A Fool's Paradise»                  | 1:33         |
| 7.                  | «Once More Unto the Breach»          | 2:05         |
| 8.                  | «About Something»                    | 0:54         |
| 9.                  | «Glendale Station»                   | 1:16         |
| 10.                 | «What's at Stake?»                   | 0:53         |
| 11.                 | «Every Thing You Do»                 | 3:01         |
| 12.                 | «Cowboys and Indians»                | 1:20         |
| 13.                 | «Presumed Lost»                      | 1:09         |
| 14.                 | «(If Only You Could) Save Me»        | 3:18         |
| 15.                 | «Means of Escape»                    | 0:49         |
| 16.                 | «All this Time (A White Parasol)»    | 0:34         |
| 17.                 | «M.G.M.»                             | 2:51         |
| 18.                 | «A Respectable Bribe»                | 1:03         |
| 19.                 | «I, Governor of California»          | 1:32         |
| 20.                 | «A Leaden Silence»                   | 0:54         |
| 21.                 | «San Simeon Waltz»                   | 4:55         |
| 22.                 | «Time Running Out»                   | 0:44         |
| 23.                 | «Mank-heim»                          | 1:24         |
| 24.                 | «Lend Me a Buck?»                    | 1:20         |
| 25.                 | «You Wanted to See Me?»              | 1:03         |
| 26.                 | «In Your Arms Agian»                 | 3:18         |
| 27.                 | «The Dark Night of the Soul»         | 1:09         |
| 28.                 | «Clouds Gather»                      | 0:13         |
| 29.                 | «Way Back When»                      | 3:19         |
| 30.                 | «An Idea Takes Hold»                 | 3:40         |
| 31.                 | «Marion's Exit»                      | 3:18         |
| 32.                 | «Absolution»                         | 1:05         |
| 33.                 | «Scenes from Election Night»         | 4:23         |
| 34.                 | «Election Night-mare»                | 1:31         |
| 35.                 | «All This Time (Dance Interrupted)»  | 1:01         |
| 36.                 | «All This Time (Victorious)»         | 1:12         |
| 37.                 | «I'm Eve»                            | 0:32         |
| 38.                 | «A Rare Bird»                        | 2:10         |
| 39.                 | «Look at What We Did»                | 2:30         |
| 40.                 | «Menace Returns»                     | 0:33         |
| 41.                 | «Forgive Me»                         | 2:15         |
| 42.                 | «Final Regards»                      | 1:11         |
| 43.                 | «Where Else Would I Be?»             | 1:04         |
| 44.                 | «The Organ Grinder»                  | 1:52         |
| 45.                 | «All This Time (Not No More)»        | 1:13         |
| 46.                 | «Costume Party»                      | 1:10         |
| 47.                 | «Dulcinea»                           | 0:37         |
| 48.                 | «Shoot-out at the OK Corral»         | 1:42         |
| 49.                 | «The Organ Grinder's Monkey»         | 2:24         |
| 50.                 | «The Act of Purging Violence»        | 0:38         |
| 51.                 | «All This Time (Happily Ever After)» | 2:26         |
| 52.                 | «A Rare Bird (Reprise)»              | 4:45         |
| Общая длительность: | Общая длительность:                  | 1:32:32      |

.

## Релиз и оценки
«Манк» вышел в ограниченный прокат в США 13 ноября 2020 года, а с 4 декабря 2020 года стал доступен на платформе Netflix. По данным издания IndieWire, в первый уикенд фильм демонстрировался в 75 кинотеатрах и собрал примерно столько же, сколько и два вышедших одновременно инди-фильма «Восхождение» и «Аммонит». Каждая картина заработала примерно 300 долларов с кинотеатра, что означает для «Манка» дебютные сборы в 22 500 долларов.
В первый день выхода фильма на Netflix он занял последнее место в топе-10. В IndieWire отметили, что «Манк» «не привлек внимания как другие оригинальные фильмы Netflix, такие как „Пятеро одной крови“, „Суд над чикагской семёркой“ и „Элегия Хиллбилли“, каждый из которых дебютировал на первом или втором месте».
На сайте-агрегаторе Rotten Tomatoes фильм получил рейтинг 83 % со средней оценкой 7,6 из 10. Консенсус критиков с этого ресурса гласит: «Чётко прописанный и блестяще исполненный, „Манк“ заглядывает за кулисы „Гражданина Кейна“, чтобы рассказать старую голливудскую историю, которая сама по себе может стать классикой». На Metacritic фильм на основе 52 отзывов получил средневзвешенный балл 79 из 100, что свидетельствует «в целом о положительных отзывах».
Фильм удостоился похвальных рецензий в газете Los Angeles Times, журнале Variety, на сайте IndieWire и в других изданиях.

## Награды и номинации
| Награда                                        | Дата вручения   | Категория                                         | Номинанты и получатели                                              | Результат    | П.     |
| ---------------------------------------------- | --------------- | ------------------------------------------------- | ------------------------------------------------------------------- | ------------ | ------ |
| Премия Общества кинокритиков Бостона           | 13 декабря 2020 | Лучшая актриса второго плана                      | Аманда Сейфрид                                                      | Второе место | [ 36 ] |
| Премия Ассоциации кинокритиков Лос-Анджелеса   | 20 декабря 2020 | Лучшая актриса второго плана                      | Аманда Сейфрид                                                      | Второе место | [ 37 ] |
| Премия Ассоциации кинокритиков Лос-Анджелеса   | 20 декабря 2020 | Лучший художник-постановщик                       | Дональд Грэм Бёрт                                                   | Победа       | [ 37 ] |
| Премия Ассоциации кинокритиков Чикаго          | 21 декабря 2020 | Лучшая актриса второго плана                      | Аманда Сейфрид                                                      | Номинация    | [ 38 ] |
| Премия Ассоциации кинокритиков Чикаго          | 21 декабря 2020 | Лучшая музыка                                     | Аттикус Росс и Трент Резнор                                         | Номинация    | [ 38 ] |
| Премия Ассоциации кинокритиков Чикаго          | 21 декабря 2020 | Лучшая операторская работа                        | Эрик Мессершмидт                                                    | Номинация    | [ 38 ] |
| Премия Ассоциации кинокритиков Чикаго          | 21 декабря 2020 | Лучший художник-постановщик и декоратор           | Дональд Грэм Бёрт и Жан Паскаль                                     | Победа       | [ 38 ] |
| Премия Ассоциации кинокритиков Чикаго          | 21 декабря 2020 | Лучший дизайн костюмов                            | Триш Саммервилл                                                     | Номинация    | [ 38 ] |
| Премия Кружка кинокритиков Флориды             | 21 декабря 2020 | Лучший оригинальный сценарий                      | Джек Финчер                                                         | Номинация    | [ 39 ] |
| Премия Кружка кинокритиков Флориды             | 21 декабря 2020 | Лучший художник-постановщик / декоратор           | Дональд Грэм Бёрт и Жан Паскаль                                     | Победа       | [ 39 ] |
| Премия Кружка кинокритиков Флориды             | 21 декабря 2020 | Лучшая операторская работа                        | Эрик Мессершмидт                                                    | Победа       | [ 39 ] |
| Альянс женщин-киножурналистов                  | 4 января 2021   | Лучшая актриса второго плана                      | Аманда Сейфрид                                                      | Номинация    | [ 40 ] |
| Альянс женщин-киножурналистов                  | 4 января 2021   | Лучший адаптированный сценарий                    | Джек Финчер                                                         | Номинация    | [ 40 ] |
| Альянс женщин-киножурналистов                  | 4 января 2021   | Лучшая операторская работа                        | Эрик Мессершмидт                                                    | Номинация    | [ 40 ] |
| Премия Национального общества кинокритиков США | 9 января 2021   | Лучшая актриса второго плана                      | Аманда Сейфрид                                                      | Второе место | [ 41 ] |
| Общество кинокритиков Сан-Диего                | 11 января 2021  | Лучшая актриса второго плана                      | Аманда Сейфрид                                                      | Второе место | [ 42 ] |
| Общество кинокритиков Сан-Диего                | 11 января 2021  | Лучшая операторская работа                        | Эрик Мессершмидт                                                    | Второе место | [ 42 ] |
| Общество кинокритиков Сан-Диего                | 11 января 2021  | Лучший художник-постановщик                       | Дональд Грэм Берт                                                   | Победа       | [ 42 ] |
| Общество кинокритиков Сан-Диего                | 11 января 2021  | Лучшие костюмы                                    | Триш Саммервилл                                                     | Номинация    | [ 42 ] |
| Общество кинокритиков Сент-Луиса               | 17 января 2021  | Лучший актёр                                      | Гэри Олдмен                                                         | Номинация    | [ 43 ] |
| Общество кинокритиков Сент-Луиса               | 17 января 2021  | Лучшая актриса второго плана                      | Аманда Сейфрид                                                      | Номинация    | [ 43 ] |
| Общество кинокритиков Сент-Луиса               | 17 января 2021  | Лучший оригинальный сценарий                      | Джек Финчер                                                         | Номинация    | [ 43 ] |
| Общество кинокритиков Сент-Луиса               | 17 января 2021  | Лучший монтаж                                     | Кирк Бакстер                                                        | Номинация    | [ 43 ] |
| Общество кинокритиков Сент-Луиса               | 17 января 2021  | Лучшая музыка                                     | Трент Резнор, Аттикус Росс                                          | Номинация    | [ 43 ] |
| Общество кинокритиков Сент-Луиса               | 17 января 2021  | Лучшая операторская работа                        | Эрик Мессершмидт                                                    | Номинация    | [ 43 ] |
| Общество кинокритиков Сент-Луиса               | 17 января 2021  | Лучший художник-постановщик                       | Дональд Грэм Бёрт                                                   | Победа       | [ 43 ] |
| «Золотой жук»                                  | 25 января 2021  | Лучший иностранный фильм                          | Дэвид Финчер                                                        | Номинация    | [ 44 ] |
| Премия Лондонского кружка кинокритиков         | 7 февраля 2021  | Лучший режиссёр года                              | Дэвид Финчер                                                        | Номинация    | [ 45 ] |
| Премия Лондонского кружка кинокритиков         | 7 февраля 2021  | Лучшая актриса второго плана                      | Аманда Сейфрид                                                      | Номинация    | [ 45 ] |
| Премия Лондонского кружка кинокритиков         | 7 февраля 2021  | Лучший сценарист года                             | Джек Финчер                                                         | Номинация    | [ 45 ] |
| Премия Лондонского кружка кинокритиков         | 7 февраля 2021  | Награда за технические достижения                 | Дональд Грэм Бёрт                                                   | Номинация    | [ 45 ] |
| Спутник (премия)                               | 15 февраля 2021 | Лучший режиссёр                                   | Дэвид Финчер                                                        | Номинация    | [ 46 ] |
| Спутник (премия)                               | 15 февраля 2021 | Лучший драматический актёр                        | Гэри Олдман                                                         | Номинация    | [ 46 ] |
| Спутник (премия)                               | 15 февраля 2021 | Актриса второго плана                             | Аманда Сейфрид                                                      | Победа       | [ 46 ] |
| Спутник (премия)                               | 15 февраля 2021 | Лучший оригинальный сценарий                      | Джек Финчер                                                         | Номинация    | [ 46 ] |
| Спутник (премия)                               | 15 февраля 2021 | Лучшая музыка к фильму                            | Трент Резнор, Аттикус Росс                                          | Номинация    | [ 46 ] |
| Спутник (премия)                               | 15 февраля 2021 | Лучшая операторская работа                        | Эрик Мессершмидт                                                    | Победа       | [ 46 ] |
| Спутник (премия)                               | 15 февраля 2021 | Лучший монтаж фильма                              | Кирк Бакстер                                                        | Номинация    | [ 46 ] |
| Спутник (премия)                               | 15 февраля 2021 | Лучший звук                                       | Рен Клайс, Джереми Молод, Дэвид Паркер, Натан Нэнс и Дрю Кунин      | Номинация    | [ 46 ] |
| Спутник (премия)                               | 15 февраля 2021 | Лучшие визуальные эффекты                         | Вэй Чжэн, Саймон Карр, Джеймс Пасториус и Пабло Хельман             | Номинация    | [ 46 ] |
| Спутник (премия)                               | 15 февраля 2021 | Лучшие художник и постановка                      | Дональд Грэм Берт, Крис Крейн, Дэн Вебстер и Ян Паскаль             | Победа       | [ 46 ] |
| Спутник (премия)                               | 15 февраля 2021 | Лучший дизайн костюмов                            | Триш Саммервилл                                                     | Номинация    | [ 46 ] |
| Премия Американского института киноискусства   | 26 февраля 2021 | 10 лучших фильмов года                            | «Манк»                                                              | Победа       | [ 47 ] |
| Золотой глобус                                 | 28 февраля 2021 | Лучший фильм — драма                              | «Манк»                                                              | Номинация    | [ 48 ] |
| Золотой глобус                                 | 28 февраля 2021 | Лучший актёр — драма                              | Гэри Олдмен                                                         | Номинация    | [ 48 ] |
| Золотой глобус                                 | 28 февраля 2021 | Лучшая актриса второго плана — кинофильм          | Аманда Сейфрид                                                      | Номинация    | [ 48 ] |
| Золотой глобус                                 | 28 февраля 2021 | Лучший режиссёр                                   | Дэвид Финчер                                                        | Номинация    | [ 48 ] |
| Золотой глобус                                 | 28 февраля 2021 | Лучший сценарий                                   | Джек Финчер                                                         | Номинация    | [ 48 ] |
| Золотой глобус                                 | 28 февраля 2021 | Лучшая музыка к фильму                            | Аттикус Росс и Трент Резнор                                         | Номинация    | [ 48 ] |
| Ассоциация голливудских критиков               | 5 марта 2021    | Лучший мужчина-режиссёр                           | Дэвид Финчер                                                        | Номинация    | [ 49 ] |
| Ассоциация голливудских критиков               | 5 марта 2021    | Лучшая актриса второго плана                      | Аманда Сейфрид                                                      | Номинация    | [ 49 ] |
| Ассоциация голливудских критиков               | 5 марта 2021    | Лучшая операторская работа                        | Эрик Мессершмидт                                                    | Номинация    | [ 49 ] |
| Ассоциация голливудских критиков               | 5 марта 2021    | Лучшая музыка                                     | Трент Резнор, Аттикус Росс                                          | Номинация    | [ 49 ] |
| Ассоциация голливудских критиков               | 5 марта 2021    | Лучшие прически и макияж                          | Кимберли Спитери, Коллин Лабафф, Джиджи Уильямс и Мишель Одрина Ким | Номинация    | [ 49 ] |
| Ассоциация голливудских критиков               | 5 марта 2021    | Лучший дизайн костюмов                            | Триш Саммервилл                                                     | Номинация    | [ 49 ] |
| Ассоциация голливудских критиков               | 5 марта 2021    | Лучший художник-постановщик                       | Дональд Грэм Бёрт                                                   | Победа       | [ 49 ] |
| Премия AACTA                                   | 6 марта 2021    | Лучший международный режиссёр                     | Дэвид Финчер                                                        | Номинация    | [ 50 ] |
| Премия AACTA                                   | 6 марта 2021    | Лучший международный сценарий                     | Джек Финчер                                                         | Номинация    | [ 50 ] |
| Премия AACTA                                   | 6 марта 2021    | Лучший международный актёр                        | Гэри Олдмен                                                         | Номинация    | [ 50 ] |
| Премия AACTA                                   | 6 марта 2021    | Лучшая международная актриса второго плана        | Аманда Сейфрид                                                      | Номинация    | [ 50 ] |
| Выбор критиков                                 | 7 марта 2021    | Лучший фильм                                      | «Манк»                                                              | Номинация    | [ 51 ] |
| Выбор критиков                                 | 7 марта 2021    | Лучший актёр                                      | Гэри Олдмен                                                         | Номинация    | [ 51 ] |
| Выбор критиков                                 | 7 марта 2021    | Лучшая актриса второго плана                      | Аманда Сейфрид                                                      | Номинация    | [ 51 ] |
| Выбор критиков                                 | 7 марта 2021    | Лучший режиссёр                                   | Дэвид Финчер                                                        | Номинация    | [ 51 ] |
| Выбор критиков                                 | 7 марта 2021    | Лучший оригинальный сценарий                      | Джек Финчер                                                         | Номинация    | [ 51 ] |
| Выбор критиков                                 | 7 марта 2021    | Лучший художник-постановщик                       | Дональд Грэм Бёрт, Жан Паскаль                                      | Победа       | [ 51 ] |
| Выбор критиков                                 | 7 марта 2021    | Лучшая операторская работа                        | Эрик Мессершмидт                                                    | Номинация    | [ 51 ] |
| Выбор критиков                                 | 7 марта 2021    | Лучший дизайн костюмов                            | Триш Саммервилл                                                     | Номинация    | [ 51 ] |
| Выбор критиков                                 | 7 марта 2021    | Лучший монтаж                                     | Кирк Бакстер                                                        | Номинация    | [ 51 ] |
| Выбор критиков                                 | 7 марта 2021    | Лучшие прически и макияж                          | «Манк»                                                              | Номинация    | [ 51 ] |
| Выбор критиков                                 | 7 марта 2021    | Лучшие визуальные эффекты                         | «Манк»                                                              | Номинация    | [ 51 ] |
| Выбор критиков                                 | 7 марта 2021    | Лучшая музыка                                     | Трент Резнор, Аттикус Росс                                          | Номинация    | [ 51 ] |
| Премия Гильдии продюсеров США                  | 24 марта 2021   | Лучший продюсер фильма                            | Сиан Чаффин, Эрик Рот и Дуглас Урбански                             | Номинация    | [ 52 ] |
| Премия Гильдии киноактёров США                 | 4 апреля 2021   | Лучший актёр                                      | Гэри Олдмен                                                         | Номинация    | [ 53 ] |
| Общество специалистов по визуальным эффектам   | 6 апреля 2021   | Лучшие дополнительные визуальные эффекты в фильме | Вэй Чжэн, Питер Мавроматис, Саймон Карр и Джеймс Пасториус          | Победа       | [ 54 ] |
| Премия Гильдии режиссёров Америки              | 10 апреля 2021  | Лучший режиссёр фильма                            | Дэвид Финчер                                                        | Номинация    | [ 55 ] |
| Премия Гильдии художников-постановщиков США    | 10 апреля 2021  | Лучший художник-постановщик исторического фильма  | Дональд Грэм Бёрт                                                   | Победа       | [ 56 ] |
| BAFTA                                          | 11 апреля 2021  | Лучший оригинальный сценарий                      | Джек Финчер'                                                        | Номинация    | [ 57 ] |
| BAFTA                                          | 11 апреля 2021  | Лучшая операторская работа                        | Эрик Мессершмидт                                                    | Номинация    | [ 57 ] |
| BAFTA                                          | 11 апреля 2021  | Лучший дизайн костюмов                            | Триш Саммервилл                                                     | Номинация    | [ 57 ] |
| BAFTA                                          | 11 апреля 2021  | Лучший грим и причёски                            | Кимберли Спитери и Джиджи Уильямс                                   | Номинация    | [ 57 ] |
| BAFTA                                          | 11 апреля 2021  | Лучшая музыка к фильму                            | Трент Резнор и Аттикус Росс                                         | Номинация    | [ 57 ] |
| BAFTA                                          | 11 апреля 2021  | Лучший художник-постановщик                       | Дональд Грэм Берт и Жан Паскаль                                     | Победа       | [ 57 ] |
| Премия Гильдии художников по костюмам          | 13 апреля 2021  | Лучшие костюмы в историческом фильме              | Триш Саммервил                                                      | Номинация    | [ 58 ] |
| Премия Американской ассоциации монтажёров      | 17 апреля 2021  | Лучший монтаж драматического фильма               | Кирк Бакстер                                                        | Номинация    | [ 59 ] |
| Оскар                                          | 25 апреля 2021  | Лучший фильм                                      | «Манк»                                                              | Номинация    | [ 60 ] |
| Оскар                                          | 25 апреля 2021  | Лучший режиссёр                                   | Дэвид Финчер                                                        | Номинация    | [ 60 ] |
| Оскар                                          | 25 апреля 2021  | Лучший актёр                                      | Гэри Олдмен                                                         | Номинация    | [ 60 ] |
| Оскар                                          | 25 апреля 2021  | Лучшая актриса второго плана                      | Аманда Сейфрид                                                      | Номинация    | [ 60 ] |
| Оскар                                          | 25 апреля 2021  | Лучшая музыку к фильму                            | Трент Резнор и Аттикус Росс                                         | Номинация    | [ 60 ] |
| Оскар                                          | 25 апреля 2021  | Лучший звук                                       | Рен Клайс, Джереми Молод, Дэвид Паркер, Натан Нэнс и Дрю Кунин      | Номинация    | [ 60 ] |
| Оскар                                          | 25 апреля 2021  | Лучшая операторская работа                        | Эрик Мессершмидт                                                    | Победа       | [ 60 ] |
| Оскар                                          | 25 апреля 2021  | Лучший художник-постановщик                       | Дональд Грэм Бёрт и Жан Паскаль                                     | Победа       | [ 60 ] |
| Оскар                                          | 25 апреля 2021  | Лучший дизайн костюмов                            | Триш Саммервилл                                                     | Номинация    | [ 60 ] |
| Оскар                                          | 25 апреля 2021  | Лучший грим и причёски                            | Кимберли Спайтери и Джиджи Уильямс                                  | Номинация    | [ 60 ] |